# Sabrina Aerne
Sabrina Aerne (* 1998) ist eine Schweizer Unihockeyspielerin, die beim Nationalliga-A-Verein UHC Laupen unter Vertrag steht.